# Dobri Dol, Montana
Dobri Dol (în bulgară Добри Дол) este un sat în comuna Lom, regiunea Montana,  Bulgaria. 

## Demografie
Componența etnică a satului Dobri Dol
     Romi (16,21%)
     Bulgari (82,88%)
     Nicio identificare (0,9%)
     Altele (0%)
La recensământul din 2011, populația satului Dobri Dol era de 333 locuitori. Din punct de vedere etnic, majoritatea locuitorilor (82,88%) erau bulgari, cu o minoritate de romi (16,21%). Pentru 0,9% din locuitori nu este cunoscută apartenența etnică.